# Huurne
Huurne is een buurtschap in de gemeente Wierden in de Nederlandse provincie Overijssel. Het ligt in het oosten van de gemeente, een kilometer ten zuiden van Wierden.
Hoofdplaats: Wierden      Dorp: Enter

Buurtschappen: Enterbroek · Hoge Hexel · Huurne · De Kolonie · Het Loo · Notter · Rectum · IJpelo · Zuna

Overijssel · Steden en dorpen in Overijssel      Nederland · Provincies · Gemeenten